# Pagóndas
Pagóndas (Pagondas) är en ort i Grekland.   Den ligger i prefekturen Nomós Sámou och regionen Nordegeiska öarna, i den östra delen av landet, 280 km öster om huvudstaden Aten. Pagóndas ligger 262 meter över havet och antalet invånare är 518. Den ligger på ön Samos.
Terrängen runt Pagóndas är huvudsakligen kuperad, men österut är den platt. Havet är nära Pagóndas söderut.Runt Pagóndas är det ganska tätbefolkat, med 52 invånare per kvadratkilometer. Närmaste större samhälle är Néon Karlovásion, 17,3 km nordväst om Pagóndas. 